# Chikalgud, Hukeri
Chikalgud là một làng thuộc tehsil Hukeri, huyện Belgaum, bang Karnataka, Ấn Độ.